# Grass Valley (Oregon)
Grass Valley és una població dels Estats Units a l'estat d'Oregon. Segons el cens del 2000 tenia 171 habitants.

## Demografia
Segons el cens del 2000, Grass Valley tenia 171 habitants, 75 habitatges, i 47 famílies. La densitat de població era de 124,6 habitants per km².
Dels 75 habitatges en un 26,7% hi vivien nens de menys de 18 anys, en un 49,3% hi vivien parelles casades, en un 12% dones solteres, i en un 37,3% no eren unitats familiars. En el 34,7% dels habitatges hi vivien persones soles el 22,7% de les quals corresponia a persones de 65 anys o més que vivien soles. El nombre mitjà de persones vivint en cada habitatge era de 2,28 i el nombre mitjà de persones que vivien en cada família era de 2,96.
Per edats la població es repartia de la següent manera: un 24% tenia menys de 18 anys, un 5,8% entre 18 i 24, un 22,2% entre 25 i 44, un 21,6% de 45 a 60 i un 26,3% 65 anys o més.
L'edat mediana era de 44 anys. Per cada 100 dones de 18 o més anys hi havia 80,6 homes.
La renda mediana per habitatge era de 25.417$ i la renda mediana per família de 31.250$. Els homes tenien una renda mediana de 41.250$ mentre que les dones 30.417$. La renda per capita de la població era de 13.843$. Aproximadament el 6% de les famílies i el 13,6% de la població estaven per davall del llindar de pobresa.

## Poblacions més properes
El següent diagrama mostra les poblacions més properes.